# Keladi Chennamma

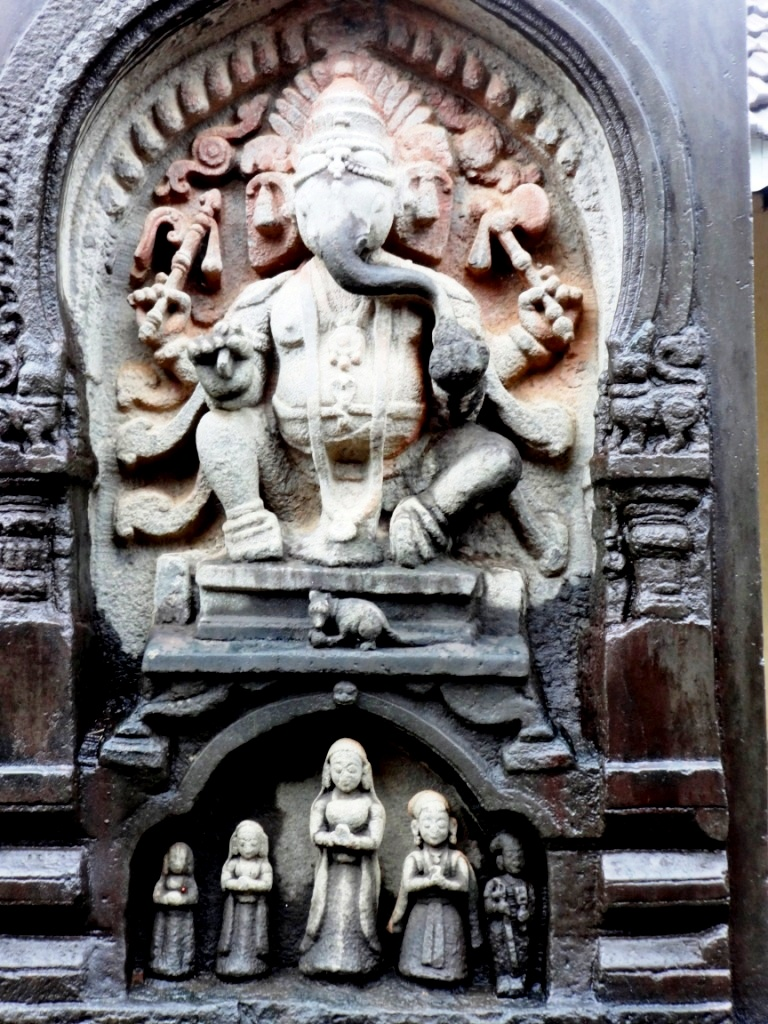
Estàtua de Ganapathi i Keladi Chennamma

Keladi Chennamma fou la reina del regne Keladi a Karnataka, (també conegut com a Bednur i Ikkeri), que es va formar després de la caiguda de l'Imperi Vijayanagara.
Filla de Siddappa Shetty , un comerciant nadiu de Basrur, Chennamma es va casar amb el rei Somashekara Nayaka el 1667 DC. Després de quedar vídua l'any 1677, Chennamma va gestionar de manera eficient l'administració de la dinastia Keladi Nayaka. Durant el seu regnat de 25 anys, va frenar l'avanç de l'exèrcit mogol dirigit per Aurangzeb des de la seva base militar al regne de Keladi situat a Sagara. Va adoptar a Basavappa Nayaka, un parent proper que la succeí com Hiriya Basappa Nayaka. També va signar un acord comercial amb els portuguesos que incloïa productes bàsics com el pebrot i l'arròs.
Els portuguesos li van donar l'epítet "la Reina del Pebrot" o "Raina da Pimenta". També va permetre als portuguesos establir esglésies a Mirjan, Honnavara, Chandravara i Kalyanpura. A l'estat de Karnataka, se la recorda, juntament amb Abbakka Rani, Kittur Chennamma, Belawadi Mallamma i Onake Obavva, com les dones guerreres i patriotes més importants.
El regne Keladi va ser probablement l'últim a perdre l'autonomia davant els governants de Mysore i, posteriorment, contra els britànics. El seu gabinet estava dirigit per Timmanna Naik, que era el descendent d'un comandant de Vijayanagra.

## Atac d'Aurangazeb
Va proporcionar refugi a Rajaram Chhatrapati, fill de Shivaji que fugia de l'emperador mogol Aurangzeb, després d'una reunió amb el seu gabinet i va tractar Rajaram amb respecte, però Aurangazeb va atacar Keladi. Keladi Chennamma va lliurar la guerra sense derrota i la batalla amb els mogols va acabar en un tractat.
Subordinat del Regne Keladi, Sadasiva de Swadi també va ajudar Rajaram a través d'un préstec.

## Llegat
És considerada l'epítome del valor de les dones kanareses, juntament amb Rani Abbakka, Onake Obavva i Kittur Chennamma.
La fortalesa de Mirjan va ser construïda per Keladi Chennamma.